# Perstechnique
Perstechnique je čtvrté studiové album finské industrial metalové kapely Turmion Kätilöt. Bylo vydáno 23. února 2011. Singl z alba, Ihmisixsixsix, byl vydán 16. října 2010. Skupina navázala opět spojení s Osasto-A Records.

## Seznam skladeb
| Pořadí | Název                   | Délka |
| ------ | ----------------------- | ----- |
| 1.     | Grand Ball              | 3:36  |
| 2.     | Ihmisixsixsix           | 3:38  |
| 3.     | Suolainen Kapteeni      | 4:17  |
| 4.     | Hanska                  | 4:09  |
| 5.     | Lapset Ja Vanhemmat     | 5:30  |
| 6.     | Herran Toinen Tuleminen | 2:30  |
| 7.     | Verta Sataa             | 3:40  |
| 8.     | Kuoleman Päivä          | 4:12  |
| 9.     | Rukoukset Rattoisat     | 4:19  |
| 10.    | Vedetäänkö Vai Ei?      | 3:34  |